# آلکبروگ
آلکبروگ (به انگلیسی: Alkborough) یک روستا و محله مدنی در بریتانیا است که در North Lincolnshire واقع شده‌است. آلکبروگ ۴۵۸ نفر جمعیت دارد.